# Technique de multiplication dite russe
La technique de multiplication dite russe consiste à diviser par 2 le multiplicateur (et ensuite les quotients obtenus), jusqu'à un quotient nul, et à noter les restes ; et à multiplier parallèlement le multiplicande par 2. On additionne alors les multiples obtenus du multiplicande correspondant aux restes non nuls. 
Cela revient en fait à écrire le multiplicateur en base 2 et à faire ensuite des multiplications par 2 et des additions. C'est donc une variante de la technique de la multiplication en Égypte antique, bien qu'elle ait pu être redécouverte indépendamment.

## Algorithme
En pseudo code, l'algorithme de multiplication dite russe peut s'écrire :
```
  
Fonction
 mult (x,y)
     r = 0
     
Tant que
 x 
est différent de 0

        
Si
 x 
est impair alors

           r = r + y
           x = x - 1  
        
fin si

        x = x / 2
        y = y * 2
     
Fin tant que

     
Renvoyer
 r
  
Fin fonction
```

Note : les opérations effectuées ici sont des opérations sur des entiers et sont à valeurs dans les entiers.

## Exemple de multiplications dites russes
Pour 13 x 238 on peut écrire :
| Opérations sur le multiplicateur                                                                                               | Opérations sur le multiplicande  | Somme cumulée des multiples du multiplicande                                                      |
| {\displaystyle 13=6\times 2+1} 13 divisé par 2 : le quotient est 6, le reste est 1,                                            | 238,                             | 238                                                                                               |
| {\displaystyle 6=3\times 2+0} 6 divisé par 2 : le quotient est 3, le reste est 0,                                              | {\displaystyle 238\times 2=476}, | Le reste est nul, pas d'ajout du multiple. 238                                                    |
| {\displaystyle 3=1\times 2+1} 3 divisé par 2 : le quotient est 1, le reste est 1,                                              | {\displaystyle 476\times 2=952}, | Le reste est non nul, on ajoute le multiple obtenu à cette étape : {\displaystyle 238+952=1190}   |
| {\displaystyle 1=0\times 2+1} 1 divisé par 2 : le quotient est 0, le reste est 1. Le quotient est nul, on stoppe l'algorithme. | {\displaystyle 952\times 2=1904} | Le reste est non nul, on ajoute le multiple obtenu à cette étape : {\displaystyle 1190+1904=3094} |
| {\displaystyle 13\times 238=3094}                                                                                              |                                  |                                                                                                   |

13 = 1101 en base 2 (obtenu en lisant les restes de bas en haut dans le tableau, et écrit selon la convention usuelle de droite — unités — à gauche — puissances élevées).
Pour limiter le nombre d'opérations, il faut généralement choisir comme multiplicateur le plus petit des deux nombres à multiplier. Toutefois, si l'un d'eux est une puissance de 2, c'est plutôt lui qu'il faut préférer (il n'y a pas d'addition).
Les restes deviennent forcément nuls, et donc le résultat devient stable, à partir du moment où le quotient est lui-même nul. Formellement, la condition d'arrêt (s'arrêter lorsque le quotient est nul) est donc seulement une commodité.

## Algorithme graphique
Graphiquement, l'on peut dire qu'une multiplication transforme un rectangle multiplicateur x multiplicande  en une ligne en conservant le nombre d'éléments. 
L'algorithme graphique consiste pour la multiplication russe à :
1. a) si le multiplicateur est pair, prendre la moitié inférieure du rectangle et la coller sur un côté (on transforme ainsi un rectangle 2n x p en un rectangle n x 2p) ; 
 b) si le multiplicateur est impair, enlever d'abord la dernière ligne et la mettre à part, ce qui ramène au cas précédent 1.a) ;
2. recommencer jusqu'à n'obtenir qu'une seule ligne ;
3. additionner toutes les lignes mises à part.

## Lien avec l'algorithme d'exponentiation rapide
La technique de multiplication dite russe est très liée, mathématiquement, à l'algorithme d'exponentiation rapide, et peut être vue comme une version « additive » de ce dernier. En effet, la technique de multiplication dite russe permet de calculer, pour tout entier k et élément g d'un monoïde additif, l'élément {\displaystyle k\cdot g=g+\dotsb +g} (addition de k termes) tandis que l'algorithme d'exponentiation rapide permet de calculer, pour tout entier k et élément g d'un monoïde multiplicatif, l'élément {\displaystyle g^{k}=g\times \dotsb \times g} (multiplication de k termes). Autrement dit, exprimés dans le langage des monoïdes, ces deux algorithmes sont strictement identiques.